# Själens skrubbsår (låt)
Själens skrubbsår bränner i natten
Livets vandring har satt sina spår
Stormen tog dig ut på mörka vatten
Dit strömmar och bränningar når
Med skörade segel drev båten i land
Där stormen bedarrat och dött
Så går du där ensam på barndomens strand
Din själ känns sliten och nött
Så vila nu din blick för en stund
På vattnets ljusa blänk
Solstrålen dansar där vindilen ständigt
Kärpå krusningens glittrande golv
Så vila nu din blick för en stund
På vattnets ljusa blänk
Solstrålen dansar där vindilen ständigt
Kärpå krusningens glittrande golv
Nattens gastar väcker dig ur vilan
Maran rider sin löddriga häst
Frosten målar rosor på ditt fönster
Smiter in som en objuden gäst
Rosen av frost dör i solstrålens glans
Som lögnen i sanningens ljus
Dimmorna lättar i minnenas land
Dagen gryr med en strimma av hopp
Så vila nu din blick för en stund
På vattnets ljusa blänk
Solstrålen dansar där vindilen ständigt
Kärpå krusningens glittrande golv
Så vila nu din blick för en stund
På vattnets ljusa blänk
Solstrålen dansar där vindilen ständigt
Kärpå krusningens glittrande golv
Så vila nu din blick för en stund
På vattnets ljusa blänk
Solstrålen dansar där vindilen ständigt
Kärpå krusningens glittrande golv
Så vila nu din blick för en stund
På vattnets ljusa blänk
Solstrålen dansar där vindilen ständigt
Kärpå krusningens glittrande golv